# 世界量子日
世界量子日（英語：World Quantum Day，縮寫：WQD）是每年4月14日慶祝的國際活動，旨在促進全世界大眾對量子科學和量子技術的認識和了解。

## 歷史
世界量子日始於2021年4月14日，由國際科學家團體發起。工程師、教育工作者、科學傳播者、組織和其他人士加入了這項倡議，於2022年4月14日慶祝首個世界量子日。之所以選擇4月14日，是因為「4.14」代表普朗克常數四捨五入後的前三位數字：4.14×10-15 eV·s.
2023年5月2日，美國參議院通過決議，紀念並支持世界量子日。
2023年12月6日，歐盟提倡了歐洲量子技術宣言，努力使歐洲成為世界級的「量子谷」。
2024年6月7日，聯合國宣布2025年為國際量子科學技術年（IYQ）。根據該公告，這項為期一年的全球倡議將「透過各級活動來觀察，旨在提高公眾對量子科學及其應用重要性的認識」。

## 活動
2022年的首個世界量子日在五大洲40多個國家舉辦了200多場活動，而2023年的活動數量增加到400多場。世界量子日在4月14日及前後舉行慶祝活動，因為活動不一定要在完全相同的日期舉行。
活動包括講座、座談會、小組討論、實驗室參觀、藝術創作、訪談等。

## 組織機構
這項全球倡議得到世界量子日協調小組和來自65個以上國家的代表的支持。每個國家在世界量子日網路中都有一到兩名代表。

## 外部連結
- 官方网站